# Couma
Genre
Classification APG III (2009)
Couma est un genre de plantes à fleurs de la famille des Apocynaceae. Ce sont des arbres et des arbustes néotropicaux. L'espèce type est Couma guianensis Aubl.
Certaines espèces produisent un latex comestible, notamment utilisé pour la fabrication de chewing-gum.

## Description
Couma regroupe des arbres ou arbustes pouvant atteindre 25-30 m de haut. Le tronc est cylindrique produit un abondant latex blanc en cas de blessure. 
Les feuilles sont verticillées par 3 (opposées au stade du semis). On note la présence de collétères intrapétiolaires. 
Les inflorescences sont axillaire, en corymbes comprenant de nombreuses fleurs. 
La fleur compte 5 sépales sans collétères. La corolle est en forme de coupe, blanche, rose, rouge ou violette, avec des pétales organisés de façon senestre dans le bouton floral. Les étamines sont adnées au milieu du tube de la corolle, avec des anthères ovales, courts, non adhérents, libres du style. Le disque nectaire est adné ou indistinct. L'ovaire est un syncarpe à 1 loge, avec le sommet du style cylindrique, et 2 appendices de terminaux libres. 
Les fruits sont des baies globuleuses. On compte environ 10 graines ellipsoïdales par fruit. La radicule est plus longue que les cotylédons dans l'embryon.

## Protologue

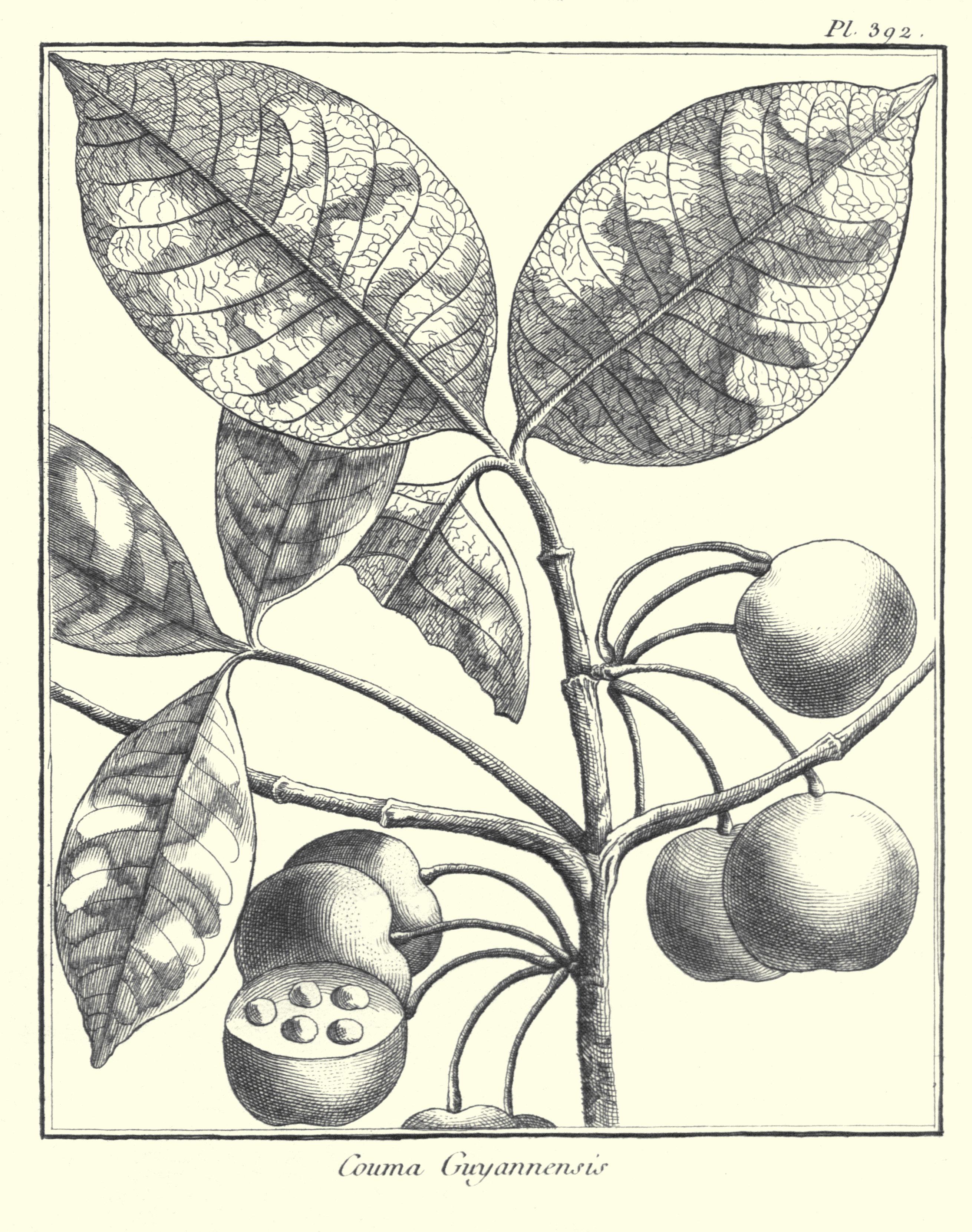
Couma guianensis par Aublet (1775) :Planche 392.

En 1775, le botaniste Aublet propose le protologue suivant : 
« COUMA. (Tabula 392.)
CAL. . .  }
STAM. . . }> deſiderantur. 
PIST. . . }
PER. Bacca globoſa, ferruginea, apice compreſſa, tri, quadri aut quinque-locularis. 

SEM. tria, quatuor aut quinque, orbiculata, plana, pulpâ ſubferrugineâ involuta. »
— Fusée-Aublet, 1775.

## Espèces
Selon World Flora Online (WFO) (15 janvier 2022) :
- Couma catingae Ducke
- Couma guianensis Aubl.
- Couma macrocarpa Barb.Rodr.
- Couma rigida Müll.Arg.
- Couma utilis (Mart.) Müll.Arg.

Selon Tropicos (26 mai 2013) (Attention liste brute contenant possiblement des synonymes) :
- Couma amara Markgr.
- Couma capiron Pittier
- Couma catingae Ducke
- Couma caurensis Pittier
- Couma dulcis Spruce ex Müll. Arg.
- Couma fasciculata (Poir.) Benoist
- Couma guatemalensis Standl.
- Couma guianensis Aubl.
- Couma macrocarpa Barb. Rodr.
- Couma mocuge Caminhoá
- Couma multinervis Monach.
- Couma oblonga Benth. ex Müll. Arg.
- Couma pentaphylla Huber
- Couma rigida Müll. Arg.
- Couma sapida Pittier
- Couma utilis (Mart.) Müll. Arg.